# Erna Berger
Erna Berger (Dresde, 19 de octubre de 1900 - Essen, 14 de junio de 1990) fue una célebre soprano de coloratura alemana.
Considerada insuperable Reina de la noche y Konstanze de Mozart fue también importante Sophie, Zerbinetta, Zerlina, Rosina, Adele, Nedda, Leila, Olympia, Violetta, Martha, Oscar, Susanna y Gilda en Rigoletto de Verdi. 
Nació en Dresde y luego de finalizada la Primera Guerra Mundial la familia emigró a Uruguay, en Montevideo la joven Erna trabajó como gobernanta tomando clases de piano y canto. Regresó a Dresde en 1923 a continuar sus estudios debutando en la Opera en 1924. En 1929 debutó en el Festival de Bayreuth donde trabajo con Arturo Toscanini, teatro al que retorno hasta 1934.
Una de las favoritas de Wilhelm Furtwängler y Fritz Reiner fue máxima estrella de la Opera de Berlín donde debutó en 1934 permaneciendo con la compañía durante toda la Segunda Guerra Mundial.
Actuó en el Metropolitan Opera de Nueva York en 1949-51, en Londres, Viena, Múnich, Roma (1936), Oslo, (1937, 1939), Ámsterdam (1938), París (Opéra, 1941), Australia (1953), Japón(1948) y giras por Sud y Norteamérica. 
En 1952 creó el rol de Anne Trulove en el estreno vienes de The Rake's Progress de Stravinsky.
Filmó varias películas, incluso haciendo dúo con Beniamino Gigli en el largometraje Ave Maria (1936)
Se retiró del escenario lírico en 1955 dando recitales hasta 1968, luego dictó clases en Hamburgo y Essen donde murió. Entre sus discípulas se contó la soprano Rita Streich.
En 1989 había publicado sus memorias: Auf Flügeln des Gesanges (En alas del canto).
La calle Bästleinstraße en Dresde fue nombrada en su honor Erna-Berger Strasse así como también en Berlín una de las calles que rodean Leipzigerplatz.

## Discografía referencial
- Gluck: Orfeo Ed Euridice / Rother

- Mozart: Don Giovanni / Furtwängler

- Mozart: The Magic Flute / Thomas Beecham

- R. Strauss: Ariadne auf Naxos / Clemens Krauss

- Strauss: Der Rosenkavalier / Erich Kleiber

- Verdi: Rigoletto / Cellini